# داویت چیراکجیان
داویت چیراکجیان (ارمنی: Տաւիտ Չիրաճեան؛ زاده ۲۱ مارس ۱۸۳۹ – درگذشته ۱۹۰۷) نقاش برجسته ارمنی‌تبار اهل امپراتوری عثمانی بود. 

## زندگی‌نامه
در ۲۱ مارس ۱۸۳۹ در کنستانتینوپل به دنیا آمد د. وی همچنین برندهٔ جوایزی همچون مدال هنرهای زیبا شده‌است. وی در ۱۹۰۷ در سن ۶۸ سالگی در کنستانتینوپل درگذشت.

## آثار

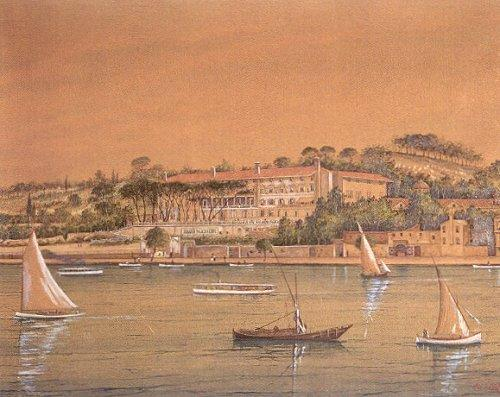
Scene of Buyukada from Marmara Sea
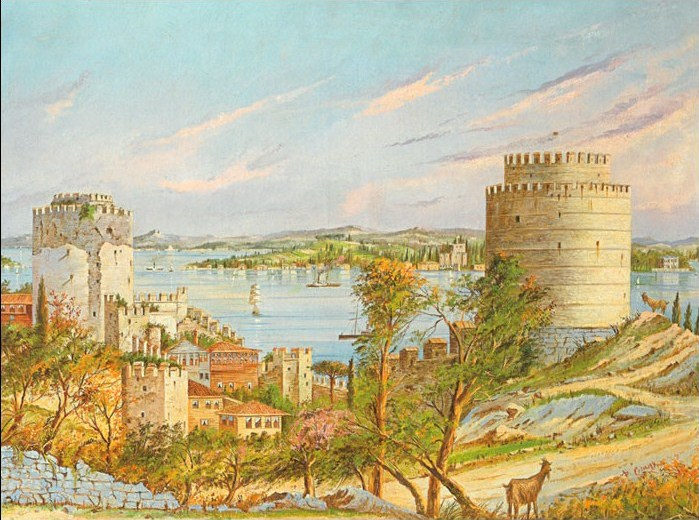
Rumeli Hisar
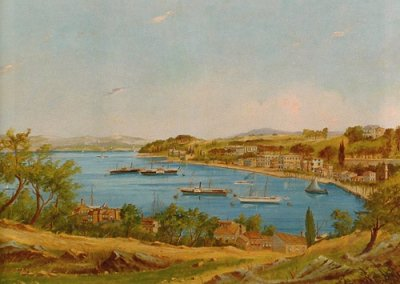
Scene of Tarabya
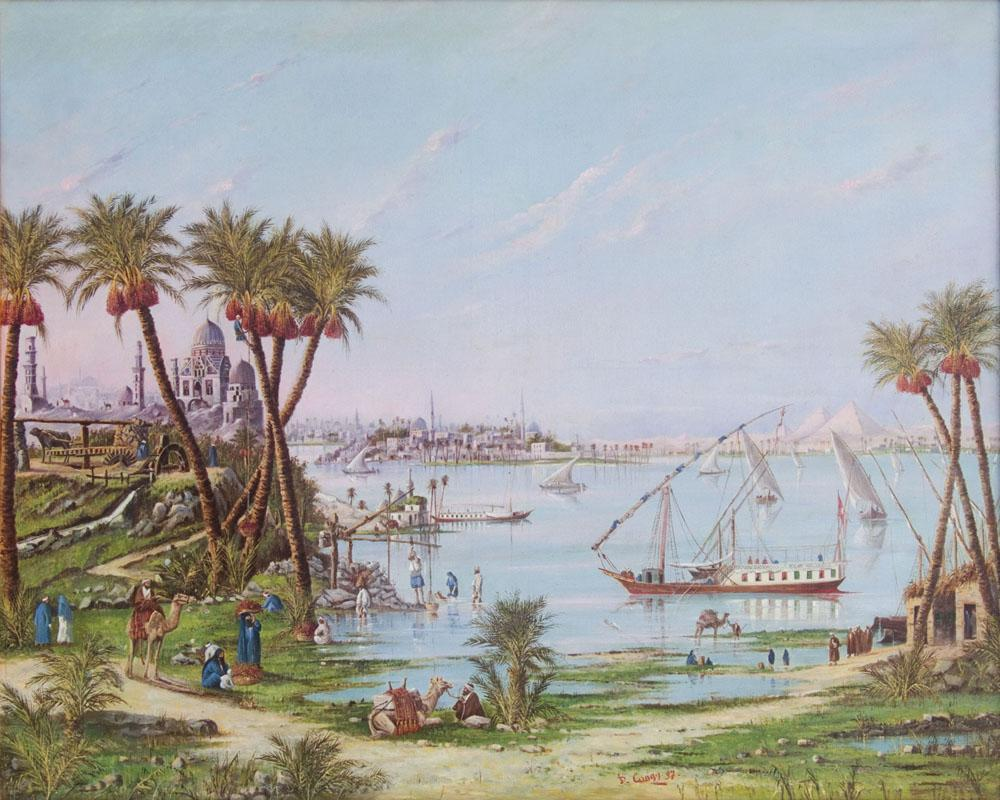
Nile Coast
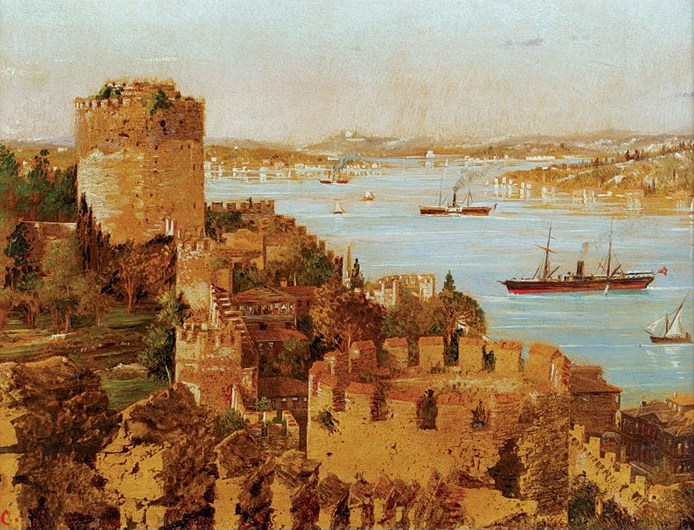
Rumeli Hisar
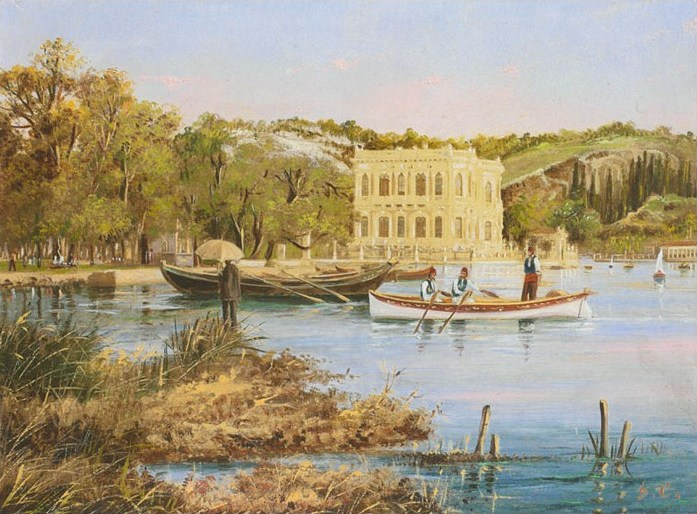
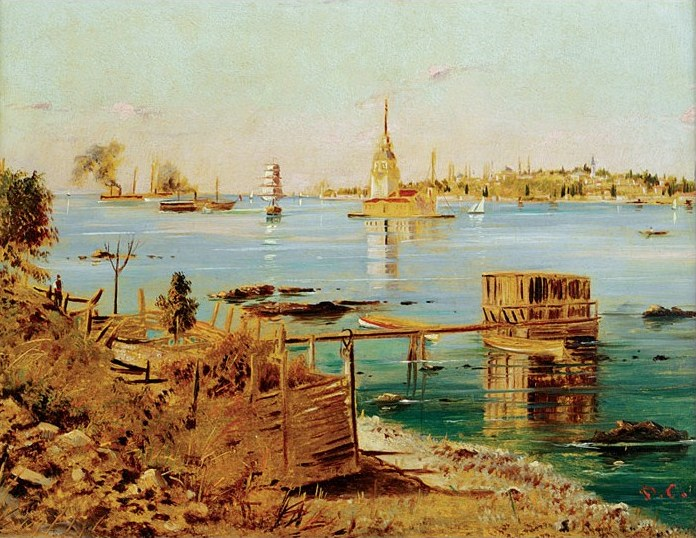
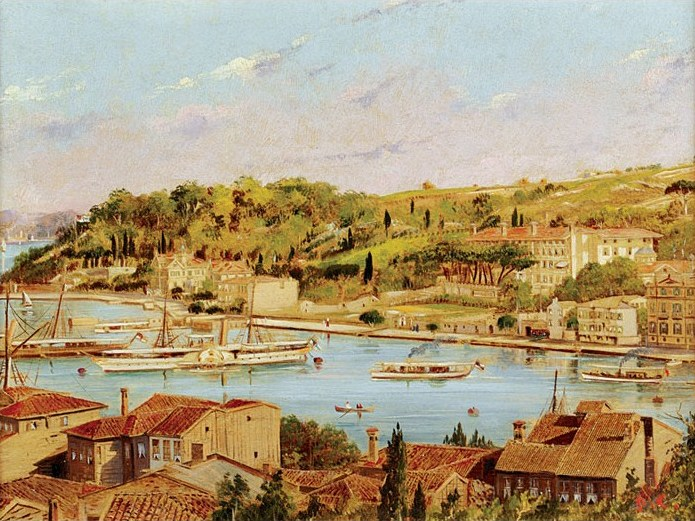
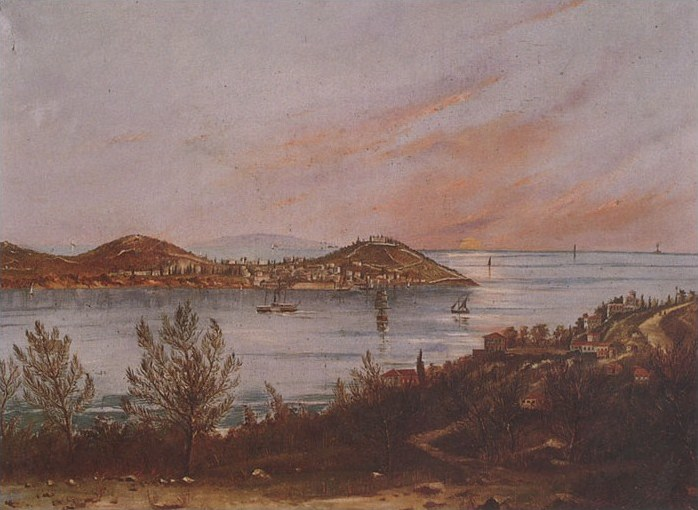
Peyzaj
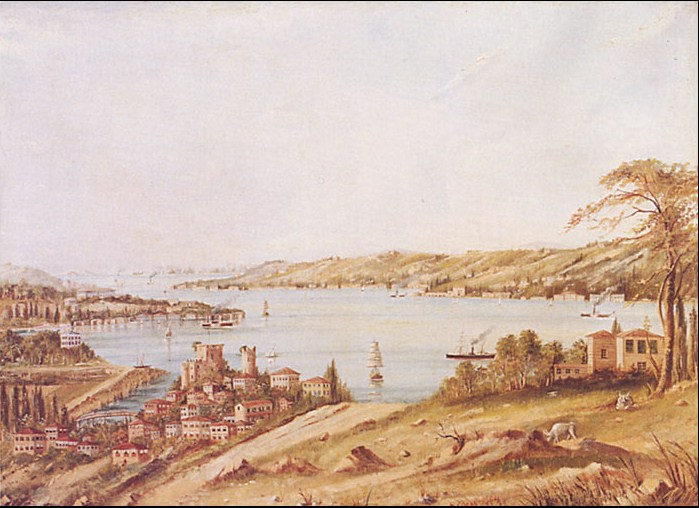
The Bosphorus and Anadolu Hisari